# Academia de Guerra Prussiana
A Academia de Guerra Prussiana (em alemão, Preußische Kriegsakademie) foi fundada em 15 de outubro de 1810 na cidade de Berlim por ordem do Gabinete de Reorganização Militar e teve Gerhard von Scharnhorst como seu primeiro diretor.
A Academia tinha por objetivo formar oficiais para o Estado-Maior e proporcionava aos seus alunos um estudo intensivo da ciência militar por um período de três anos. A cada ano ela aceitava 160 estudantes de um total de aproximadamente 1000 candidatos.
Os alunos deveriam assistir a todas as aulas e dentre os temas obrigatórios incluía-se táticas, história militar moderna, história militar antiga, geografia militar, geografia geral, higiene militar, direito militar, direito internacional, armamentos, fortificações, funções do estado-maior, administração, comunicação e história geral. Além dessas disciplinas o aluno deveria escolher uma ciência (matemática, física ou química) e um idioma (francês, inglês, russo ou japonês).
Somente um em cada dez graduados era considerado apto a ingressar num dos ramos operacionais do Estado-Maior e das divisões de campanha.
A crescente demanda por ensino militar avançado obrigou a Prússia a fundar dezenas de novas instituições de guerra (Kriegsschule). Ainda assim, no ano de 1913 foi necessário reduzir a duração do curso e as matérias estudadas a fim de atender o maior número possível de candidatos.
A Academia foi fechada no início da Primeira Guerra Mundial (1914) e assim se manteve no pós-guerra por conseqüência do tratado de Versalhes. Em 1935, durante o governo nazista, a Academia retomou as suas atividades para o treinamento de oficiais da Wehrmacht e foi novamente fechada no ano de 1939 em decorrência da Segunda Guerra Mundial. Ao término do conflito a instituição foi finalmente dissolvida.

## Galeria

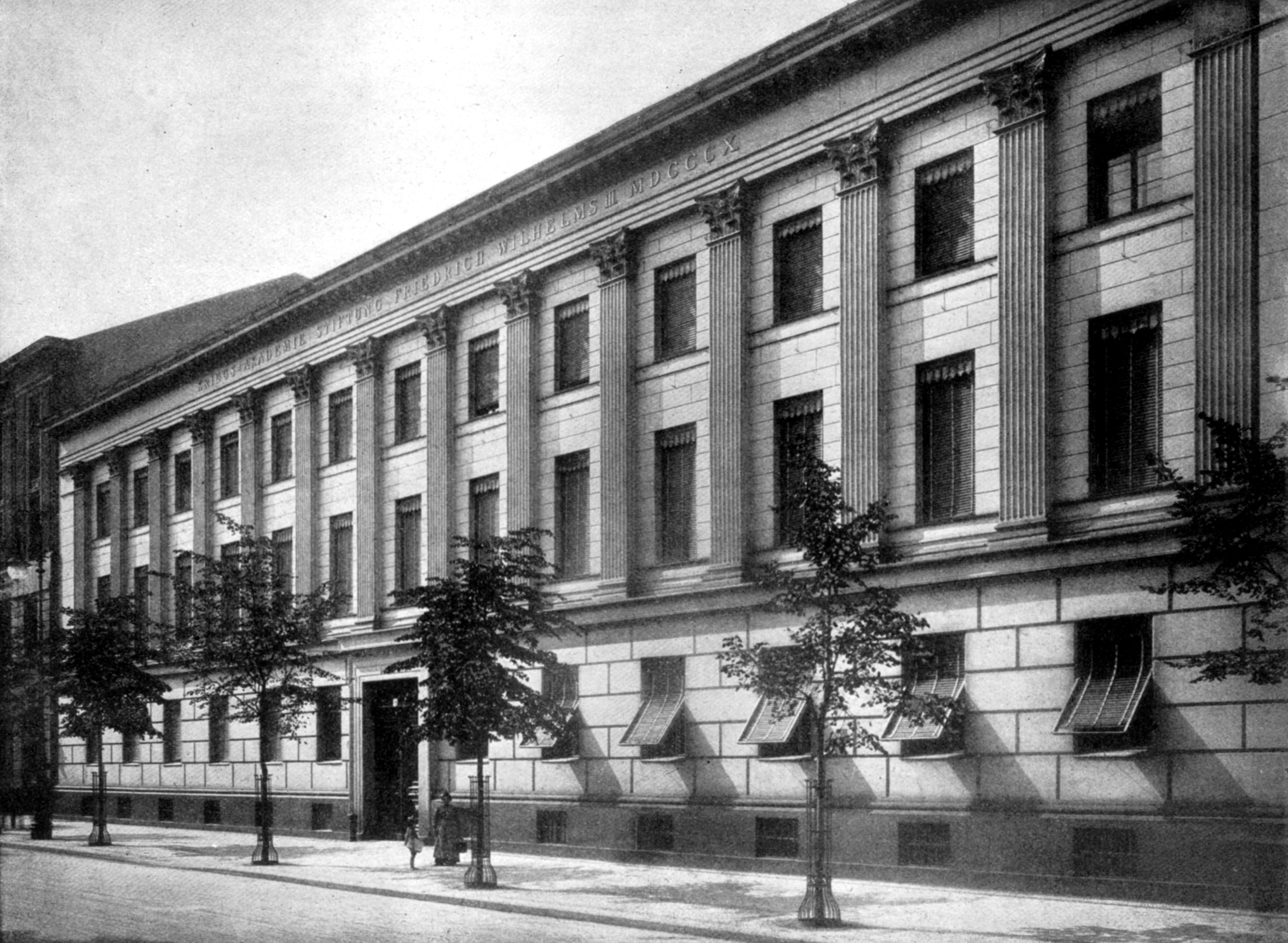
Fachada da Escola de Artilharia e Engenharia na Unter den Linden n. 74 desenhada por Karl Friedrich Schinkel.
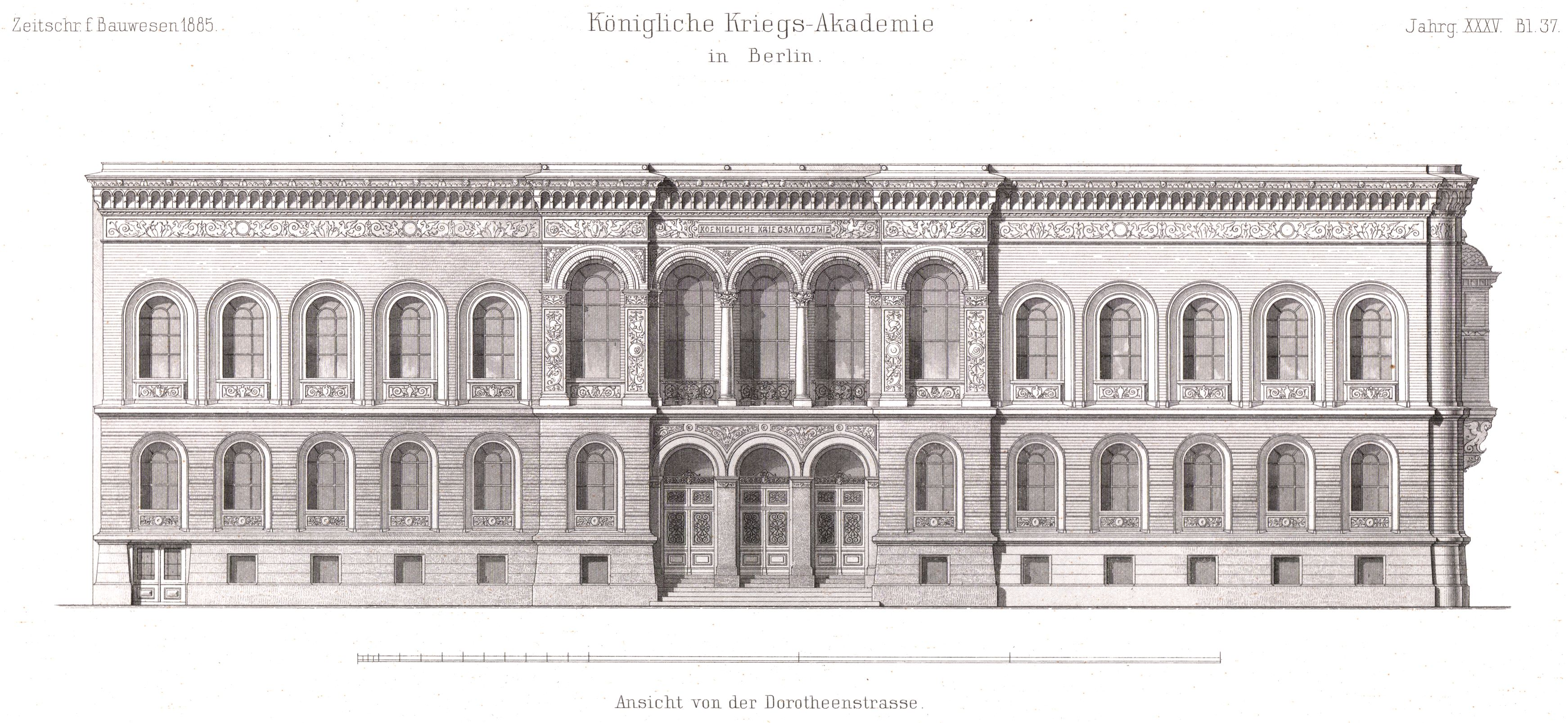
Fachada do prédio de ensino na Dorotheenstraße n. 58/59 desenhada por Franz Schwechten.
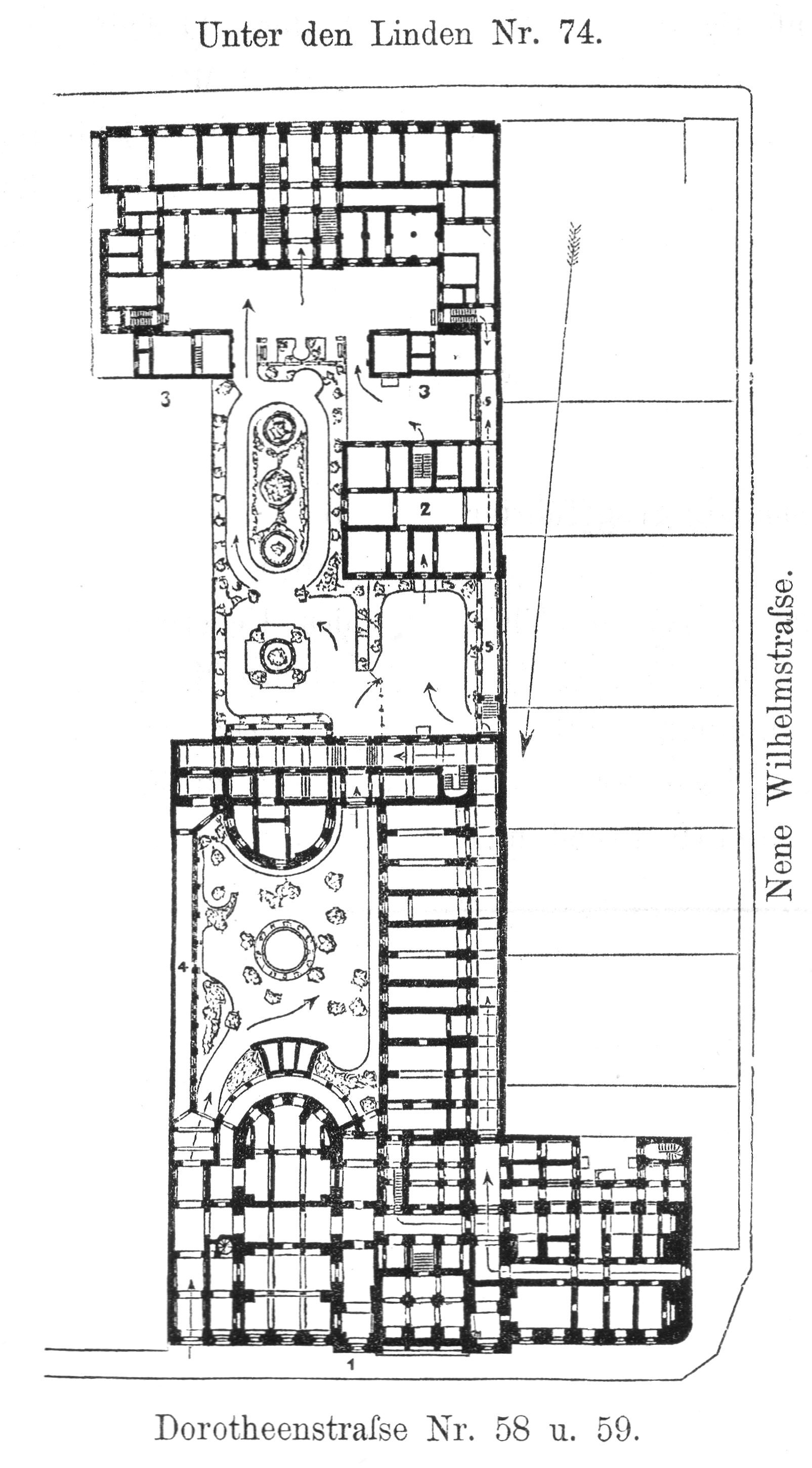
Planta da Academia de Guerra com a disposição das fachadas nas ruas Unter den Linden, Dorotheen e Wilhelm.